# 구미경찰서
구미경찰서(龜尾警察署, Gumi Police Station)는 경상북도경찰청이 관할하는 경찰서 중 하나이다. 경상북도 구미시 일대를 관할한다. 경상북도 구미시 구미대로 350-19(신평동)에 위치하고 있다.
서장은 총경으로 보한다(경무관 격상 확정).

## 기본 정보
- 주소: 경상북도 구미시 송원동로 11-4(송정동 59번지)
- 우편번호: 730-090

## 관할 파출소
구미경찰서는 3개의 지구대와 13개의 파출소를 산하에 두고 있다.
| 명칭       | 사진 | 주소                  | 관할구역 | 치안센터     |
| ---------- | ---- | --------------------- | -------- | ------------ |
| 형곡지구대 |      | 경은로 56             |          | 송정치안센터 |
| 상림지구대 |      | 금오대로 482          |          | 공단치안센터 |
| 인동파출소 |      | 인동중앙로 28         |          | 황상치안센터 |
| 원평파출소 |      | 원남로2길 26          |          | 원동치안센터 |
| 진평파출소 |      | 인동22길 33           |          |              |
| 신평파출소 |      | 칠성로2길 32          |          | 광평치안센터 |
| 도량지구대 |      | 문장로 119            |          |              |
| 고아파출소 |      | 고아읍 선산대로 974-6 |          |              |
| 선산파출소 |      | 선산읍 선산중앙로 79  |          |              |
| 무을파출소 |      | 무을면 상무로 951     |          |              |
| 옥성파출소 |      | 옥성면 선산동로 841   |          |              |
| 도개파출소 |      | 도개면 도안로 121     |          |              |
| 해평파출소 |      | 해평면 강동로 1661    |          |              |
| 산동파출소 |      | 산동면 강동로 1030    |          |              |
| 장천파출소 |      | 장천면 강동로 170     |          |              |
| 양포파출소 |      | 흥안로 6              |          |              |